# Pooth Kalan
Pooth Kalan là một thị trấn thống kê (census town) của quận North West thuộc bang Delhi, Ấn Độ.

## Nhân khẩu
Theo điều tra dân số năm 2001 của Ấn Độ, Pooth Kalan có dân số 50.587 người. Phái nam chiếm 55% tổng số dân và phái nữ chiếm 45%. Pooth Kalan có tỷ lệ 64% biết đọc biết viết, cao hơn tỷ lệ trung bình toàn quốc là 59,5%: tỷ lệ cho phái nam là 72%, và tỷ lệ cho phái nữ là 56%. Tại Pooth Kalan, 17% dân số nhỏ hơn 6 tuổi.